# Cercospora festucae
Cercospora festucae är en svampart som beskrevs av Hardison 1945. Cercospora festucae ingår i släktet Cercospora och familjen Mycosphaerellaceae.   Inga underarter finns listade i Catalogue of Life.